# Burza lodowa w Ameryce Północnej (1998)

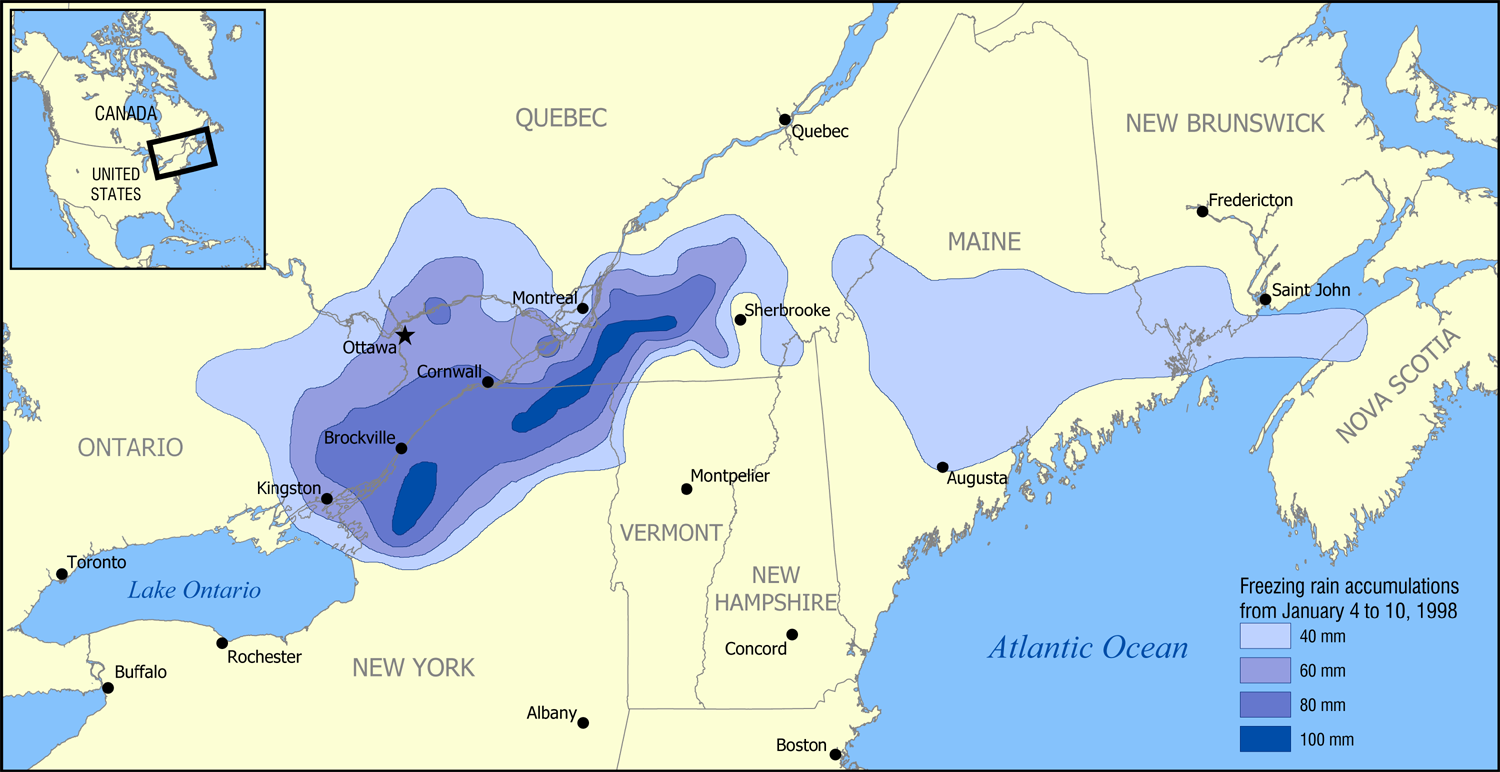
Mapa przedstawiająca region wystąpienia katastrofy

Burza lodowa w Ameryce Północnej w 1998 – klęska żywiołowa, która dotknęła rejon graniczny Kanady (wschodnie Ontario, południowe Quebec i Nową Szkocję) i Stanów Zjednoczonych (północną część stanu Nowy Jork i centralną część stanu Maine) i trwała od 4 stycznia do 10 stycznia 1998 roku. Katastrofa spowodowała ogromne szkody w lasach oraz uszkodzenia w infrastrukturze elektrycznej, wiele osób pozbawionych było prądu od kilku dni do kilku tygodni. Działalność w dużych miastach, takich jak Montreal i Ottawa, została zamknięta. W wyniku tej klęski żywiołowej zmarło 35 osób (28 w Kanadzie), a szkody zostały wycenione na 5–7 mld USD.

## Skutki
W wyniku intensywnych opadów, pod ciężarem lodu zawaliło się ponad 1000 słupów energetycznych. Spowodowało to, że 4 miliony osób pozostawało bez energii elektrycznej, głównie w południowej części prowincji Quebec, wschodnim Ontario oraz w zachodniej części prowincji Nowy Brunszwik. Co najmniej 25 osób zmarło w wyniku hipotermii.
Obszar na południe od Montrealu (Montérégie) został nazwany przez media Triangle of Darkness (fra. triangle noir), obejmował on teren od Saint-Hyacinthe, przez Granby do Saint-Jean-sur-Richelieu. Mieszkańcy przez kilka tygodni byli całkowicie pozbawieni prądu.
Miasta takie jak Ottawa, Smiths Falls oraz inne gminy we wschodniej części Ontario
w wyniku ogromnej ilości opadów marznącego deszczu ogłosiły stan wyjątkowy. 7 stycznia Kanadyjskie Siły Zbrojne zostały wezwane do pomocy w prowincjach Ontario, Quebec i Nowy Brunszwik.
Wielkie straty zostały poniesione w rolnictwie, z powodu braku energii zdechło wiele świń i bydła, którym nie było można dostarczyć wody oraz zapewnić odpowiedniej wentylacji pomieszczeń. Wiele obór uległo zawaleniu pod ciężarem lodu.
Ogromne straty zostały również poniesione w drzewostanie. Wiele drzew zostało uszkodzonych lub zawaliły się pod ciężarem lodu, poważne straty zostały odniesione w sadownictwie (ucierpiał przemysł cukru klonowego i syropu klonowego). W Mount Royal Park 5000 drzew musiały zostać ścięte, a pozostałe 80% drzewostanu zostało uszkodzone w różnym stopniu.
Około 700 tysięcy mieszkańców stanu Maine zostało pozbawionych energii elektrycznej. Gwardia Narodowa została wezwana do pomocy.
Trzy tygodnie po katastrofie tysiące ludzi nadal pozostawało bez prądu, np. w Quebecu ok. 150000 mieszkańców było pozbawionych energii elektrycznej. W prowincji Quebec szkody były szacowane na 2 mld dolarów kanadyjskich. Uszkodzenia sieci elektrycznej były na tyle poważne, że potrzebna była niemal całkowita ich naprawa.